# Música de videojuegos
La música de videojuegos, en particular desde comienzos del siglo XXI es considerada como un género musical por derecho propio, principalmente por tratarse en su mayor parte de música programada, a diferencia de la música grabada en estudio o interpretada en directo.

## Historia

### Sistemas de 8 bits y música chip
Cuando los videojuegos empezaron a florecer como forma de entretenimiento, la música se almacenaba en medio físicos como los casetes y los discos de vinilo analógicamente. Estos componentes eran caros y propensos a averías bajo uso constante, haciéndolos poco adecuados para su uso en los arcades (si bien fueron usados en algún caso, como en el juego Journey de Midway). Un método más económico de tener música en un videojuego era usar medios digitales, usando un microprocesador específico para generar ondas analógicas convirtiendo códigos digitales a impulsos eléctricos enviados a un altavoz. De esta misma forma se generaban los efectos sonoros.
Aunque esto permitió la inclusión de música a los juegos de arcade en los años 1970, ésta solía ser monofónica, cíclica o usada solo entre fases o al comienzo de la partida, como en Pac-Man o Pole Position. Esto se debía a múltiples limitaciones. La decisión de incluir música en un videojuego significaba que tenía que ser transcrita a código por un programador, tuviese o no experiencia musical. Alguna música era original y otra estaba en el dominio público. Los sistemas solían tener una capacidad sonora muy limitada (el Atari 2600, por ejemplo, era capaz de generar solo dos tonos o «notas» simultáneamente), con algunas excepciones como los arcades desarrollados por Exidy, que contaban ya con sonido muestreado.

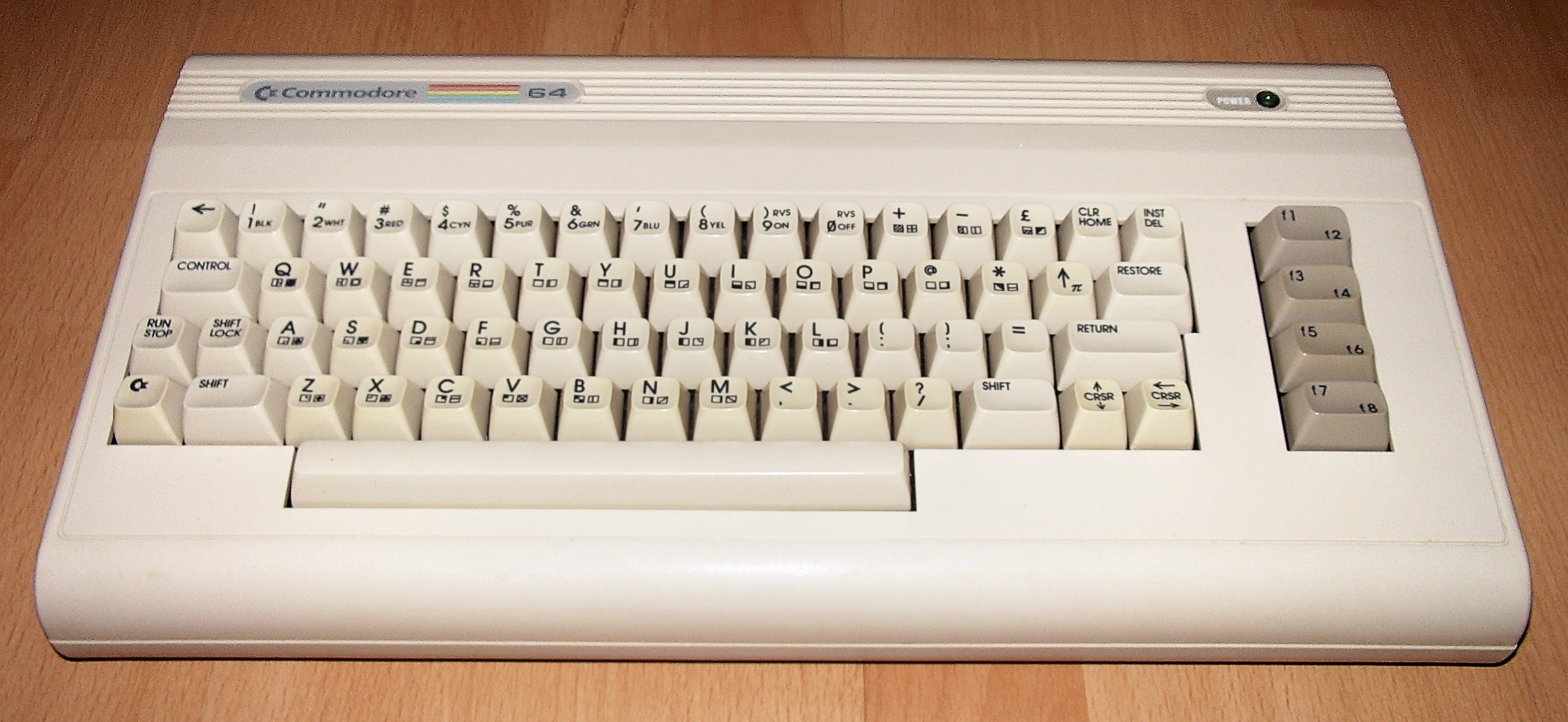
Commodore 64.

Esta aproximación a la música en los videojuegos siguió en los años 1980. A medida que los microprocesadores mejoraban y su coste caía, se incorporaron a una nueva generación de arcades y consolas domésticas. En los primeros, los sistemas basados en el Motorola 68000 y los chips FM de Yamaha como generadores de sonido permitieron muchos más tonos o «canales» de sonido simultáneos, a veces 8 o más. Los sistemas domésticos también tuvieron una mejora parecida en sus capacidades sonoras, empezando por el Colecovision en 1982, capaz de 4 canales simultáneos. Sin embargo, más notable fue el lanzamiento en Japón del Famicom en 1983, conocida más tarde en Europa y América como NES, con capacidad de un total de 6 canales, uno de ellos para sonido muestreado PCM. El ordenador personal Commodore 64 fue lanzado en 1982 e incluía el SID, un microprocesador capaz de producir primitivos efectos de filtrado y diferentes tipos de formas de onda. Su relativamente bajo precio, así como su capacidad de usar un televisor común como monitor, lo convirtieron en una alternativa popular a otros computadores domésticos.
La aproximación al desarrollo de la música para videojuegos en este periodo solía hacerse mediante un simple generador de tonos o síntesis FM para simular instrumentos para las melodías y usando un «canal de ruido» para simular sonidos de percusión. El uso primitivo de muestras PCM por entonces se limitaba a fragmentos de sonido (Monopoly) o como alternativa a los sonidos de percusión (Super Mario Bros. 3). La música de las consolas domésticas solía tener que compartir los canales disponibles con otros efectos de sonido. Por ejemplo, si se disparaba el láser de la nave espacial, había que detener la música que se tocaba en el canal a usar para reproducir en él el efecto sonoro correspondiente.
En la segunda mitad de la década de 1980 se vivió el lanzamiento de una oleada de juegos para estas plataformas con música compuesta por gente con más experiencia musical que anteriormente. La calidad de las composiciones mejoró notablemente, y todavía hoy quedan restos de la popularidad de la música de videojuegos de esta época. Algunos compositores que se hicieron conocidos por su música son Kōji Kondō (Super Mario Bros., The Legend of Zelda), Koichi Sugiyama (Dragon Quest), Rob Hubbard (Monty On the Run), Hirokazu Tanaka (Metroid, Kid Icarus), Martin Galway (Times of Lore), Hiroshi Kawaguchi (Out Run), Nobuo Uematsu (Final Fantasy) y Yuzo Koshiro (Ys). Hacia el final de la vida comercial de la NES, algunos cartuchos incluían microprocesador de generación de tonos adicionales, ampliando así el número de canales. Esto demostraba una mayor atención hacia el sonido y la música de videojuegos en detrimento del coste de fabricación del cartucho.

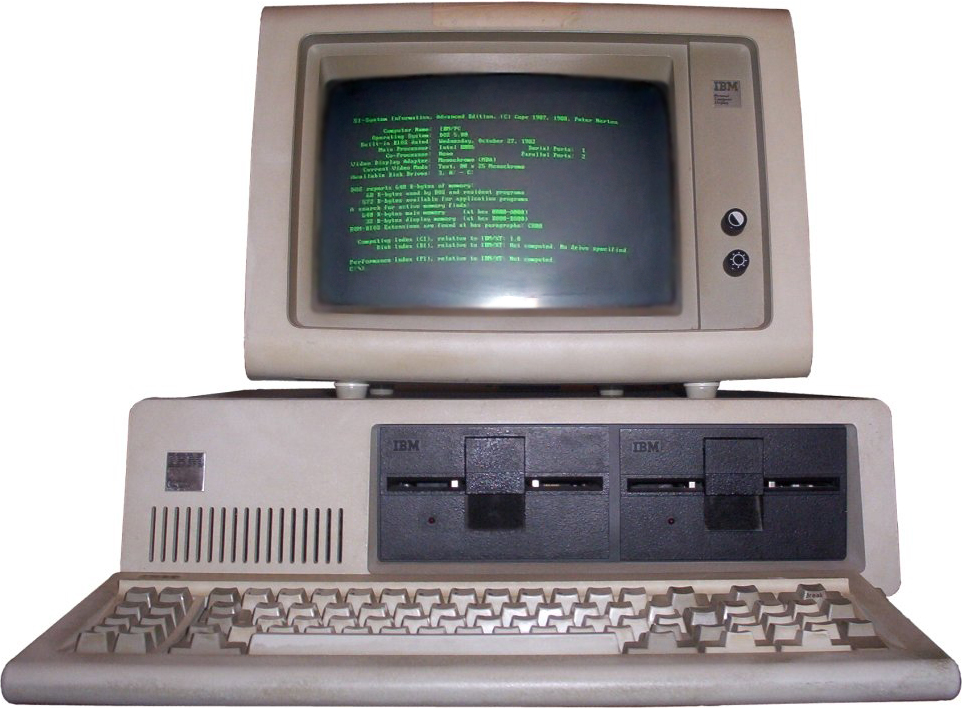
Los primeros PC carecían de capacidades sonoras reales (primer modelo de IBM, 1981).

Respecto a los ordenadores IBM PC compatibles, los más antiguos estaban limitados a al PC speaker de 1 bit del estándar original, que resultaba claramente insuficiente para generar sonidos complejos (salvo que se dedicara buena parte de la capacidad de proceso de la CPU, como hicieron algunos juegos, notablemente Links, 688 Attack Sub o Battle Chess). Aparecieron tarjetas de expansión, como AdLib y CMF, que permitían realizar síntesis FM y secuenciación MIDI. También aparecieron DACs conectables por el puerto paralelo que permitían reproducir un canal de 8 bits a una frecuencia aceptable. Sin embargo, el PC típico carecía de capacidad de proceso específica para la reproducción de sonido muestreado, así como los medios de salida para el mismo. Por esto, los desarrolladores de juegos usaron la secuenciación MIDI fue usada para conseguir la síntesis FM (Doom), usando wavetables con muestras predeterminadas, cuya calidad variaba enormemente de un fabricante de tarjetas a otro, estableciéndose las tarjetas de Roland como estándar predominante.

### Síntesis y muestreo digital en los años 1980 y 1990

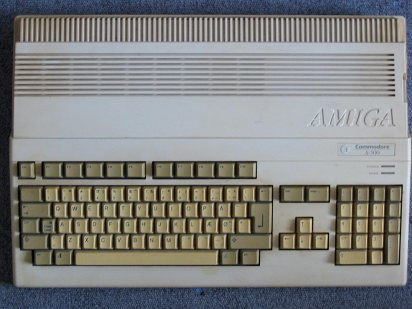
Commodore Amiga 500.

El primer ordenador personal que hizo uso del procesamiento digital de señales en la forma del muestreo fue el Commodore Amiga en 1985. El chip de sonido del computador presentaba inicialmente cuatro convertidores digital-analógico de 8 bits. En lugar de generar simplemente una forma de onda que sonara como un pitido más o menos simple, como hace la síntesis FM, esto permitió reproducir pequeñas muestras pregrabadas de sonido residentes en memoria a través del chip de sonido. Así, el desarrollador podía tomar una «muestra» del instrumento real o sonido que quisiera con una calidad y fidelidad significativamente mayor de lo que había sido posible anteriormente o estaría disponible en ordenadores domésticos durante varios años más. Esto fue un desarrollo primitivo de lo que posterior se llamó síntesis wavetable o soundfonts. Por ser el primer ordenador disponible y asequible con estas características, el Amiga permanecería como una herramienta básica de los primeros compositores de música secuenciada, especialmente en Europa.
El principal rival del Amiga, el Atari ST, usaba el generador de sonido programable (PSG) Yamaha YM2149, que era muy limitado, comparable al SID del Commodore 64, por lo que para oír sonido digitalizado en el Atari ST se requerían ciertos trucos de programación que consumían tiempo de proceso, haciéndolo inviable para los videojuegos. Al disponer de puertos MIDI integrados, el Atari ST fue usado por muchos músicos profesionales como un dispositivo MIDI programable.
Aunque el muestreo tenía el potencial de producir sonidos mucho más realistas, cada muestra requería mucha más cantidad de memoria, siendo aún todos los tipos de estas, tanto las de estado sólido (cartuchos) como las magnéticas (disquetes), muy caras por KB. Por el contrario, la música generada a partir de sonidos secuenciados no exigía más que unas pocas líneas de código relativamente simple y requería muchísima menos memoria.
Esto hizo que el enfoque híbrido anteriormente mencionado (muestreo y chip) a la composición musical en las consolas de tercera generación continuara en la cuarta (la llamada época de los 16 bits) con la Sega Mega Drive en 1988. La Mega Drive contaba con gráficos avanzados respecto a la NES y síntesis de sonido mejorada, pero mantenía en buena medida el mismo acercamiento al diseño del sistema sonoro. Disponía de diez canales de tonos en total con uno para muestras PCM en estéreo, frente a los 6 canales en mono de la NES. Como anteriormente, este canal PCM se usaba a menudo para muestras de percusión o drum kits (Sonic the Hedgehog 3). Los 16 bits mencionados aludían a la arquitectura de la CPU y no a las muestras sonoras, que seguían siendo de 8 bits. El sistema de sonido seguiría siendo considerado bastante limitado para la mayoría de los músicos, obligándolos a un uso mucho más imaginativo del sintetizador FM para lograr una experiencia sonora agradable.
A medida que el coste de la memoria magnética en forma de disquetes caía, la evolución de la música de videojuegos en el Amiga (y su desarrollo en general) se movió en cierta forma hacia el muestreo. Costó algunos años que los diseñadores de videojuegos para el Amiga aprendieran a aprovechar completamente los efectos sonoros digitalizados en la música (un caso pionero excepcional fue la música del título de la aventura conversacional The Pawn en 1986). Además, por esta época la música de videojuegos ya había empezado a adquirir su propia identidad, por lo que muchos compositores trataban intencionadamente de escribir música que sonara como la que habían oído en el Commodore 64, lo que daría origen la género chiptune.
El lanzamiento de un programa de libre distribución llamado Sound Tracker por Karsten Obarski en 1987 inició la era del formato MOD, que facilitaba que cualquiera produjese música a partir de muestras digitalizadas. Los ficheros .MOD se generaban con programas llamados trackers, que tomaron su nombre del Sound Tracker de Obarski. Esta tradición .mod/tracker continuó con las computadoras PC en los años 1990. Algunos buenos ejemplos de videojuegos para el Amiga que usaban muestras digitalizadas de instrumentos son la banda sonora de David Whittaker para Shadow of the Beast, la de Chris Hülsbeck para Turrican 2 y las melodías de Matt Furniss para Laser Squad. Richard Joseph también compuso algunos temas con voces y letra para juegos producidos por Sensible Software, siendo los más famosos Cannon Fodder (1992) con la canción War Has Never Been So Much Fun y Sensible World of Soccer (1994) con Goal Scoring Superstar Hero.
Siguiendo la estela del Amiga, este acercamiento al desarrollo del sonido y al músico comenzó a aparecer en ciertas revisiones de placas arcade especializadas. En 1991, juegos como Street Fighter II en la CPS-1 hacían uso intensivo de voces muestreadas junto con efectos sonoros y percusión. El sistema Neo-Geo MVS también incorporó un potente desarrollo sonoro que a veces incluía sonido envolvente.

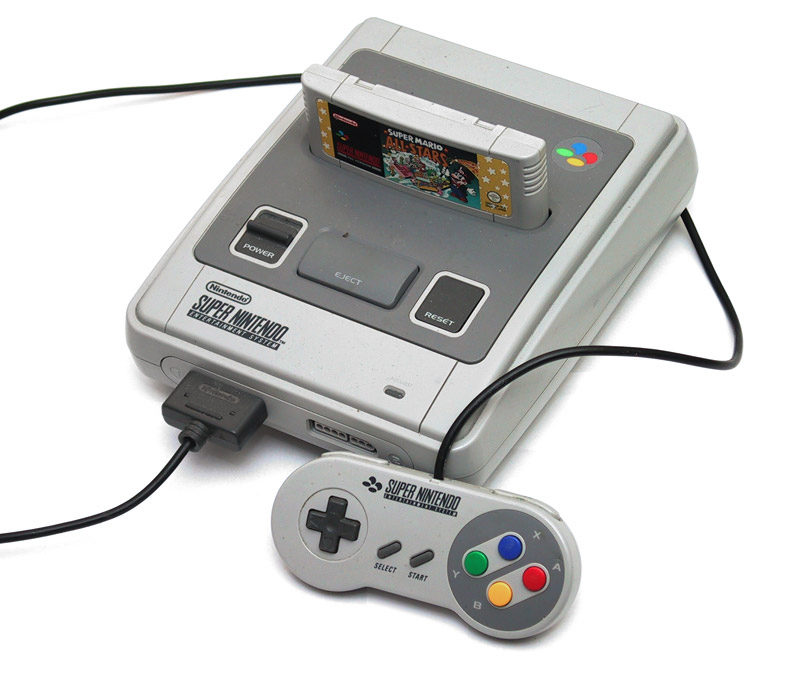
SNES.

Esta evolución también llegó a las consolas de videojuegos domésticas, especialmente con el lanzamiento de la SNES en 1991. Este sistema incorporaba un microprocesador dedicado de Sony para la generación de sonido y para efectos DSP vía hardware. Disponía de 8 canales de sonido muestreado con una resolución de hasta 16 bits, contaba con una impresionante selección de efectos DSP incluyendo un tipo de ADSR presente normalmente en esa época solo en los sintetizadores de gama alta, y sonido totalmente estéreo. Esto permitió la experimentación de la acústica aplicada a los videojuegos, bien como acústica musical (juegos primitivos como Castlevania IV, F-Zero, Final Fantasy IV, Gradius III y posteriores como Chrono Trigger), direccional (Star Fox) y espacial (el Dolby Pro-Logic fue usado en algunos juegos, como King Arthur's World y Jurassic Park), así como también de la acústica ambiental y arquitectónica (Zelda III, Secret of Evermore). Muchos juegos también hacían un uso intensivo de la capacidad de reproducir muestras de alta calidad (Super Star Wars, Tales of Phantasia). La única limitación real a esta potente configuración era la todavía costosa memoria de estado sólido.
Otras consolas de esta generación contaban con capacidades parecidas. La Neo-Geo tenía una potente capacidad de proceso de sonido muestreado, pero era varias veces más cara que la SNES. La ampliación Sega Mega-CD para la Mega Drive le añadió múltiples canales PCM, pero pocos títulos usaron esta característica, limitándose en su lugar a extraer y reproducir música del CD en formado Red Book. Tampoco logró la difusión de la SNES.
La popularidad de la SNES y sus juegos estuvo limitada a los países en los que el estándar de difusión televisiva dominante era el NTSC. En parte debido a la diferencia en la tasa de refresco de los equipos PAL, muchos títulos publicados no eran retocados para funcionar adecuadamente y se ejecutaban mucho más lentamente de lo que originalmente debían, o simplemente no se publicaban. Esto supuso una divergencia en la música de videojuegos popular entre los países PAL y NTSC que todavía hoy puede advertirse. Esta divergencia se aminoró cuando las consolas de quinta generación fueron lanzadas mundialmente y cuando el Commodore Amiga empezó a ceder su lugar a los PC compatibles y los Macs.
Aunque la Sega-CD, y en mayor grado la PC Engine en Japón, darían a los jugadores un avance de la dirección que la música de videojuegos tomaría en cuanto al streaming (en el sentido de reproducir música tomada directamente del CD, sin proceso adicional), el uso de la música muestreada y secuenciada permanece en las videoconsolas todavía en la actualidad. El enorme aumento de capacidad que supusieron los medios de almacenamiento óptico se combinaron con el cada vez más potente hardware de generación de sonido y la mayor calidad de las muestras en las consolas de quinta generación. En 1994, la PlayStation contaba con una unidad de CD-ROM y con 24 canales de 16 bits a una frecuencia de hasta 44,1 kHz, idéntica a la calidad del CD audio. También disponía de algunos efectos DSP por hardware como la reverberación. Muchos títulos de Squaresoft siguieron usando música secuenciada, como Final Fantasy VII, Legend of Mana y Final Fantasy Tactics. La Sega Saturn, también con unidad de CD, disponía de 32 canales PCM con la misma resolución que la PlayStation. En 1996 la Nintendo 64, usando aún cartuchos de estado sólido, contaba en realidad con un sistema de sonido integrado y escalable que era potencialmente capaz de hasta 100 canales PCM a una frecuencia de muestreo mejorada de 48 kHz. Los juegos para la Nintendo 64, debido al coste de la memoria de estado sólido, solían sin embargo tener sonido muestreado a menor calidad que las otras dos consolas, y la música tendía a ser más simple.

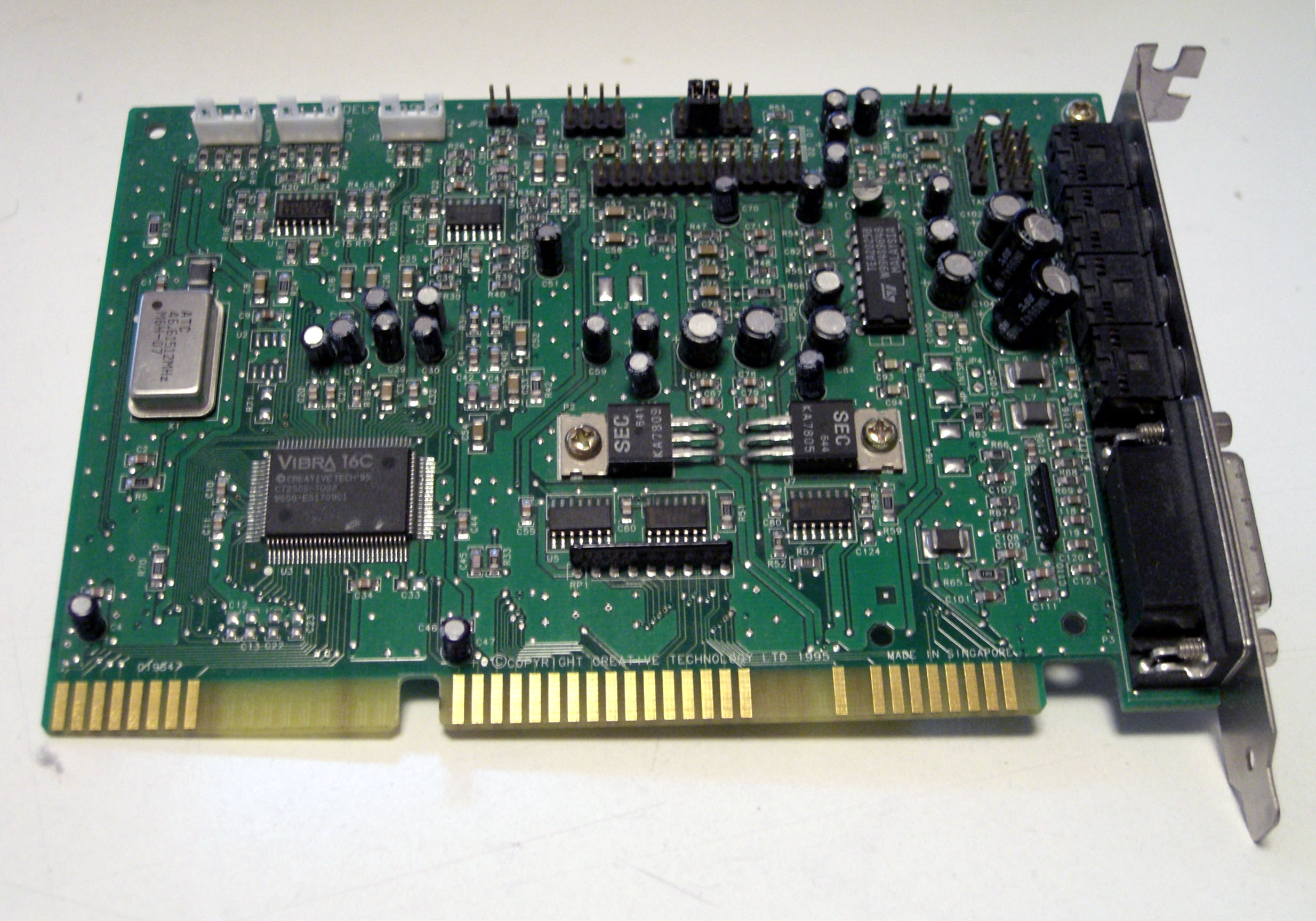
Sound Blaster 16.

En los IBM PC compatibles, el sonido muestreado comenzó su introducción con el lanzamiento de la Sound Blaster de Creative en 1989, que supuso una solución genérica asequible para los usuarios de PC que querían contar con características sonoras avanzadas. La tarjeta incluía un puerto para joystick, soporte MIDI compatible AdLib, un puerto estándar para tarjetas secundarias como su propia Wave Blaster o productos de otras compañías, y permitía la grabación y reproducción de sonido digital a 8 bits y 22,05 kHz (posteriormente 44,1 kHz) para un único canal estéreo. Sin embargo, esto no supuso la adopción masiva del sonido muestreado en los juegos de PC debido a su incapacidad para reproducir más de una muestra cada vez. La música secuenciada continuaría siendo la más común en los juegos de PC hasta mediados de los años 1990, cuando el CD-ROM se popularizó.

### Música pregrabada ystreamingen la era moderna
El acercamiento predominante de los videojuegos en formato CD fue, a pesar de la mejora que había experimentado el hardware sonoro, aprovechar la reproducción directa de sonido pregrabado. Contar con música completamente regrabada tenía muchas ventajas en cuanto a calidad sonora respecto a la secuenciación: podían usarse tantos instrumentos como se quisiera en la producción en estudio, grabando una sola pista que sería reproducida durante el juego. La calidad era el único factor limitador en cuanto al esfuerzo dedicado a la grabación de la propia pista. Los costes de almacenamiento que previamente habían preocupado mucho fueron en buena medida atajados con la llegada de los medios ópticos, que se convertiría en el medio de distribución preferido para videojuegos. La calidad del CD audio permitieron músicas y voces realmente indistinguibles de cualquier otra fuente o género de música.
La reproducción de sonido pregrabado en los PC y en las consolas domésticas de cuarta generación se limitaba a reproducir una pista de audio grabada en un CD mientras se jugaba (Sonic CD). Sin embargo, esto tenía varias desventajas. La tecnología óptica era muy limitada en cuando a velocidad de giro, por lo que reproducir una pista de audio desde el CD del juego implicaba que el sistema no podía volver a acceder a los datos sin detener el sonido (por lo que era necesario instalar el juego completo en el disco duro). El looping, la técnica más común en la música de videojuegos, también suponía un problema: cuando el láser llegaba al final de la pista, tenía que volver al principio para empezar de nuevo la lectura, provocando un silencio audible en la reproducción.
Para solucionar estas limitaciones, algunos desarrolladores de juegos de PC diseñaron sus propios formatos contenedores de audio comprimido, en algunos casos para cada aplicación. Esto reducía la cantidad de información necesaria para almacenar la música en el CD, permitiendo latencias y tiempos de búsquedas mucho menores cuando se buscaba y empezaba a reproducir el sonido, haciendo posible además un looping mucho más suave al poder utilizar un buffer de datos. Un inconveniente era que el uso de audio comprimido implicaba que había que descomprimirlo al reproducirlo, lo que aumentaba la carga de la CPU del sistema. A medida que la capacidad de proceso se incrementó esta carga pasó a ser mínima, y en algunos casos los microprocesadores dedicados del sistema (como los presentes en algunas tarjetas de sonido) gestionan completamente la descompresión.
Las consolas domésticas de quinta generación también desarrollaron formatos y contenedores especializados para la reproducción de audio comprimido. Sony llamaría a los suyos Yellow Book y ofrecería este estándar a otras compañías. Los juegos aprovecharían esta capacidad, a veces con resultados muy bien valorados (Castlevania: Symphony of the Night). Los juegos portados desde arcades, que seguían usando la síntesis FM, a menudo gozaron de música pregrabada de mejor calidad en sus versiones para consola doméstica (Street Fighter Alpha 2). Aunque los sistemas eran capaces de reproducir sonido con calidad CD audio, estas pistas de sonido comprimidas no alcanzaban dicha calidad. Muchas de ellas estaba muestreadas a menor frecuencia, pero aceptables para el consumidor medio. Algunos juegos siguieron usando pistas CD audio para sus bandas sonoras (Wipeout), que incluso podían ser oídas en reproductores de CD estándar.
Esta libertad general ofrecida a los compositores equiparó la música de videojuegos con el resto de géneros populares. Un músico podía ya, sin necesidad de aprender a programar o conocer la arquitectura del sistema final, producir independientemente la música a su gusto. Este flexibilidad sería aprovechada por músicos famosos que usarían su talento específicamente para videojuegos. Un ejemplo pionero sería el juego Way of the Warrior para 3DO, con música de White Zombie. Un ejemplo más conocido sería la banda sonora de Trent Reznor para Quake.
En enfoque alternativo, usado por ejemplo en la versión arcade de Teenage Mutant Ninja Turtles, era tomar música previamente existente no escrita expresamente para el juego y usarla, generalmente con arreglos, en el juego. Para el juego Star Wars: X-Wing vs. TIE Fighter y los siguientes basados en Star Wars se tomó música compuesta por John Williams para las películas de los años 1970 y 1980 y se usó en las bandas sonoras de los juegos.
En la actualidad ambos enfoques (usar música original expresamente escrita para el juego y usar música previamente grabada y publicada) son comunes en el desarrollo de bandas sonoras para juegos. Es frecuente que los videojuegos deportivos incluyan algunos lanzamientos recientes de artistas populares (SSX, Tony Hawk, Initial D), así como cualquier juego destinado a un amplio segmento demográfico (Need For Speed: Underground, Grand Theft Auto). A veces se usan ambos enfoques simultáneamente (Dance Dance Revolution).
La música basada en secuenciamiento de muestras continúa usándose en los videojuegos modernos para varias aplicaciones, principalmente en los RPGs. Juegos tales como Republic: The Revolution (música compuesta por James Hannigan) y Command & Conquer: Generals (música compuesta por Bill Brown) han utilizado sofisticados sistemas de control del flujo de la música ambiental mediante la combinación de frases cortas basadas en la acción mostrada en pantalla y las elecciones más recientes del jugador. Otros juegos mezclan dinámicamente el sonido del juego a partir de las pistas proporcionadas por el entorno del mismo. En un juego moderno, como por ejemplo SSX, si tu snowboarder salta en el aire tras tomar una rampa, la música se suavizará e incluso se amortiguará un poco, y el ruido del viento y del aire sonará más alto para enfatizar la sensación de estar volando. Cuando aterrices, la música retomará su volumen normal hasta el siguiente salto. La compañía LucasArts fue pionera en esta técnica de música interactiva con su sistema iMUSE, usado en los primeros juegos de aventura y en los simuladores de vuelo de Star Wars Star Wars: X-Wing y Star Wars: TIE Fighter.

### Bandas sonoras personalizadas en la era moderna
Poder reproducir la propia música durante un juego solía suponer en el pasado quitar el sonido del juego y usar un reproductor de música independiente. Algunas excepciones primitivas fueron posibles en los juegos de ordenador, donde el sistema operativo permitía apagar la música del juego y tener un programa de reproducción de sonido funcionando en segundo plano.
Algunos juegos de PlayStation soportaron esta característica al permitir cambiar el CD del juego por un CD de música, pero cuando el juego necesitaba leer datos, había que volver a cambiar el CD. Uno de los primeros, Ridge Racer, se cargaba íntegramente en RAM, permitiendo al jugador insertar un CD de música como banda sonora durante toda la partida.

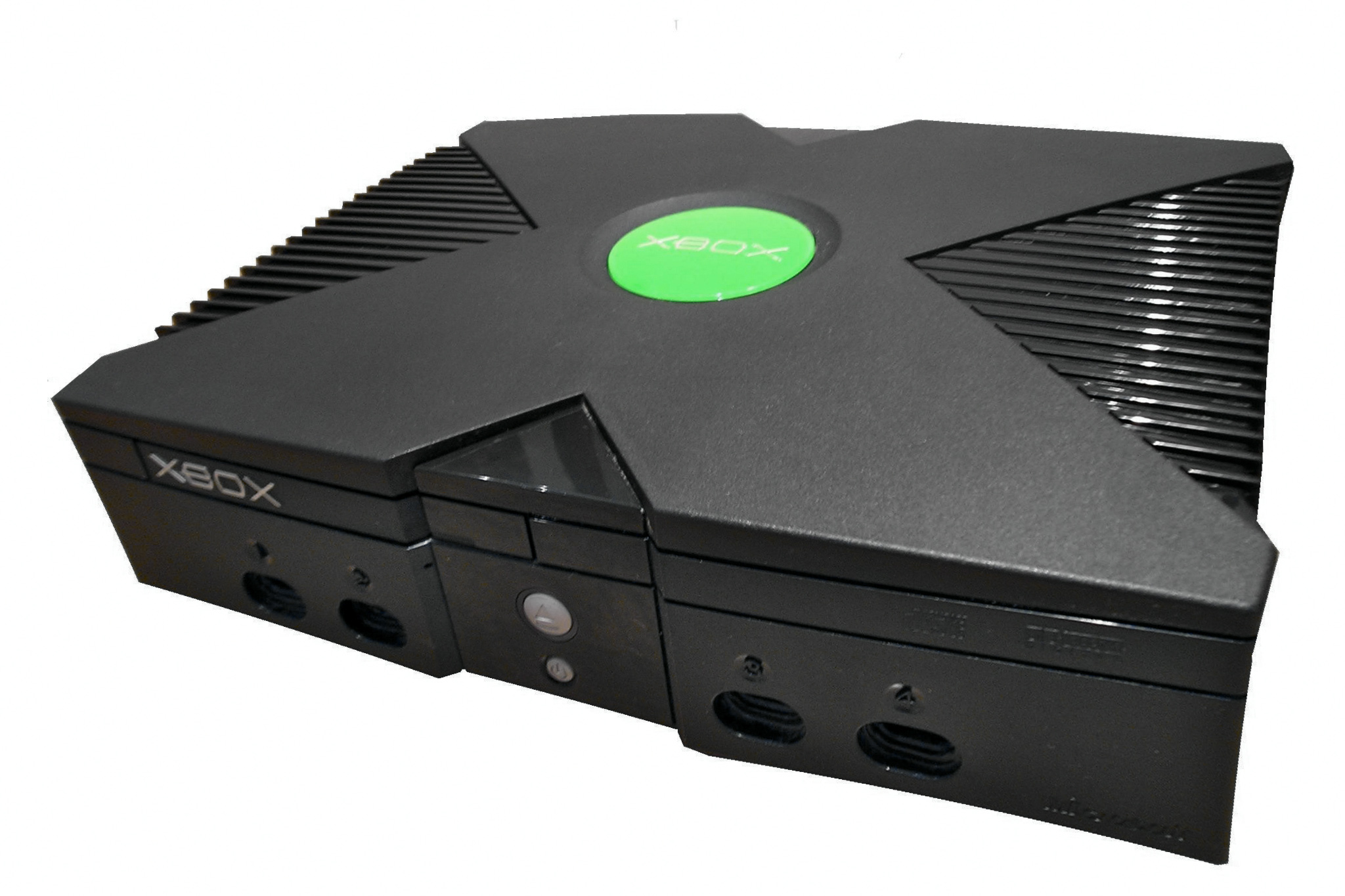
Xbox

No fue hasta la llegada de las consolas de sexta generación, concretamente la Xbox, cuando la habilidad de copiar música desde un CD a su disco duro interno permitió a los jugadores utilizar su propia música más fácilmente durante las partidas. Esta característica, llamada Banda sonora Personalizada, tenía que ser habilitada por el desarrollador de cada juego. Además, ha sido conservada en la Xbox 360.

### Aplicaciones actuales y desarrollos futuros
La Xbox 360 y la PlayStation 3 cuentan con soporte para Dolby Digital, grabando y reproduciendo muestras de 16 bits a 48 kHz, soportando descompresión por hardware y hasta 256 canales simultáneos. A pesar de esta potencia y flexibilidad, ninguna de estas características ha supuesto un cambio importante en la forma en la que la música de videojuegos para la última generación de consolas domésticas se produce. Los PC compatibles siguen confiando en dispositivos de terceros para la reproducción del sonido.

## La música de videojuegos como género propio
Muchos de los juegos lanzados para la NES y otros sistemas antiguos presentaban un estilo parecido de música que podría ser descrito como el «género de videojuegos» en términos de composición, en contraposición a simplemente la «música de videojuegos» que aparece en un videojuego o es reproducida en una consola de videojuegos. Algunas características de las composiciones de este género siguen influyendo sobre cierta música todavía hoy, aunque las bandas sonoras de videojuegos actuales tienden a emular las bandas sonoras cinematográficas más que este género clásico. Las características de las composiciones de este género pueden haberse desarrollado gracias a restricciones técnicas, además de también por las influencias de grupos musicales tecnopop como Yellow Magic Orchestra, que eran bastante populares durante el periodo en el que la música de videojuegos adquirió sus rasgos distintivos. Las características de este género incluyen:
- Las canciones casi siempre tienen secciones principales o «secciones estrofa» consistentes en una Progresión de cuatro o más acordes (parecido a buena parte del J-Pop y del pop occidental de los años 1980), frente a las progresiones de dos acordes presentes en la mayoría de las canciones pop occidentales. El «estribillo» de las canciones también contienen a menudo cuatro o más acordes diferentes en sus progresiones. En general, habría un mayor número de secciones en una canción de este género que en una canción pop parecida, pues esto ayuda a reducir el aspecto repetitivo de la música, al reproducirse normalmente como un bucle continuo.
- Las canciones presentan una fuerte sincronización entre instrumentos, de forma que sería difícil de tocar para un humano. Por ejemplo, aunque los tonos disponibles en la música de la NES pueden asimilarse a emular una banda rock tradicional de cuatro instrumentos (usando la onda triangular como un bajo, dos ondas cuadradas como dos guitarras, y el canal de ruido blanco como la percusión) y a pesar de que la música pop y rock de la época influyó en la música de videojuegos, los compositores se alejaban de su camino al componer secuencias de notas complejas y rápidas. Esto se ha comparado con la composición musical durante el periodo barroco, en el que se creía que los compositores compensaban las carencias de instrumentos tales como el clave (que no permitía la expresión musical basada en el volumen del sonido) concentrándose más en los embellecimientos musicales. Los compositores de música para videojuegos también estaban limitados en términos de polifonía, es decir en la cantidad de notas que podían tocarse simultáneamente; por ejemplo, solo tres notas simultáneas podían tocarse en la NES. Se dedicaba una gran cantidad de esfuerzo en crear la ilusión de que se tocaban más notas. A finales de los años 1990 habían surgido grupos musicales que aprovechaban estas técnicas. Uno de ellos es The Minibosses, que intentaban emular estas melodías tan fielmente como fuera posible usando instrumentos reales. Otro es The NESkimos, que optaron por explorar estas canciones artísticamente y crearon otras nuevas a partir de ellas. ya en la década presente aparecieron bandas que de acuerdo a sus influencias musicales realizan arreglos a los temas de videojuegos como son 8 Bit Instrumental, Power Glove y Godlike VG Music.

## La música de videojuegos fuera de los videojuegos
El aprecio por la música de videojuegos, particularmente por la música de las consolas de tercera y cuarta generación, y a veces también de las posteriores, sigue hoy en día con una fuerte representación de seguidores y compositores, incluso en ausencia de los videojuegos. Las melodías y temas de hace 20 años sigue siendo reutilizada en las nuevas generaciones de videojuegos. Temas del Metroid original de Hirozaku Tanaka pueden oírse todavía en los nuevos juegos de la saga, arreglados por Kenji Yamamoto.
Las bandas sonoras de videojuegos se empezaron a vender en CD (separadas del videojuego) en Japón mucho antes que cualesquiera otros países. Los discos interpretativos o remezclados y las actuaciones en vivo fueron también un variante común a las bandas sonoras originales. Koichi Sugiyama fue un personaje pionero en esta práctica, y tras el lanzamiento del videojuego Dragon Quest en 1986, se publicó un disco de sus composiciones grabado en vivo e interpretado por la Orquesta Filarmónica de Londres (y más tarde por otras, como la Orquesta Filarmónica de Tokio y la Orquesta Sinfónica NHK). Yuzo Koshiro, otro pionero, publicó una grabación en directo de la banda sonora de Actraiser. Las composiciones de Koshiro para Ys, junto con las de Mieko Ishikawa e Hideya Nagata, tendrían un impacto tan profundo que los CD de música de Ys superan en número de lanzamiento a todos los demás CD de música de videojuegos.
Como las de los animes, estas bandas sonoras e incluso libros de partituras solían ser comercializados exclusivamente en Japón. Por esto, los jugadores no japoneses interesados en ellas tenía que importarlos a través de firmas específicamente dedicadas a ello. Esto ha sido en cierta forma un problema menor en los últimos tiempos a medida que los editores locales de anime y videojuegos han publicado versiones de estas bandas sonoras, si bien solo de los títulos más populares la mayoría de las veces.
Otros compositores originales de los temas más recordados de esta época han seguido realizando conciertos sinfónicos en vivo, interpretando sus trabajos para videojuegos. Koichi Sugiyama fue otra vez el primero en realizar estos conciertos, empezando en 1987 con su Concierto de Clásicos Familiares, que ha seguido realizando casi anualmente. En 1991 también lanzó una serie titulada Conciertos Orquestales de Juegos, notable por incluir a otros dotados compositores de música para videojuegos como Yoko Kanno (Nobunaga's Ambition, Romance of the 3 Kingdoms, Uncharted Waters), Nobuo Uematsu (Final Fantasy), Keiichi Suzuki (EarthBound) y Kentaro Haneda (Wizardry). Incluso compuso en 1995 un ballet para Dragon Quest.
La popularidad global de la música para videojuegos comenzaría a aumentar repentinamente a raíz del éxito de Squaresoft, particularmente de Chrono Trigger, Final Fantasy VI y Final Fantasy VII. Las composiciones de Nobuo Uematsu para Final Fantasy IV fueron arregladas para Final Fantasy IV: Celtic Moon, una actuación en directo de músicos de cuerda con una fuerte influencia celta grabada en Irlanda. El Love Theme de este mismo juego ha sido usado como pieza educativa musical en las escuelas japonesas.
El 20 de agosto de 2003, por vez primera fuera de Japón, música escrita para videojuegos de todo el mundo, desde Final Fantasy hasta The Legend of Zelda, fue interpretada por una orquesta en directo, la Orquesta Sinfónica Nacional Checa, en un Concierto Sinfónico de Música de Videojuegos celebrado en Alemania. Este evento se celebró como ceremonia oficial de apertura de la mayor feria de muestras de videojuegos de Europa, la Games Convention, y se repitió en 2004, 2005 y 2006.
El 17 de noviembre de 2003, Square Enix lanzó el canal Final Fantasy Radio en America Online. Esta emisora de radio incluyó inicialmente temas completos de Final Fantasy XI y Final Fantasy XI: Rise of Zilart, y fragmentos desde Final Fantasy VII a Final Fantasy X.
El primer concierto oficial de música de Final Fantasy fue interpretado en Estados Unidos por la Orquesta Filarmónica de Los Ángeles en el Walt Disney Concert Hall el 10 de mayo de 2004. Todas las localidades para el concierto fueron vendidas en un solo día, y el espectáculo fue representado en varias ciudades de Estados Unidos.
El 6 de julio de 2005, la Orquesta Filarmónica de Los Ángeles también dio el concierto Video Games Live, financiado por dos compositores de videojuegos en el Hollywood Bowl. El concierto incluyó una amplia variedad de música de videojuegos, desde Pong a Halo 2. También incluyó vídeos en tiempo real sincronizados con la música, así como efectos especiales de luz y láser.

## Cronología de la música de videojuegos
- 1980: Sega lanza Carnival, el primer videojuego con música de fondo continua. Previamente, algunos juegos usaron casetes pregrabadas para la música.
- 1983: Exidy lanza Crossbow, el primer videojuego con sonidos completamente digitalizados (sin música).
- 1984: La compañía discográfica Yen lanza el primer disco con música de videojuegos de la historia, conteniendo temas de varios videojuegos de Namco, entre ellos Pole Position, Xevious, Pac-Man y New Rally X.
- 1985: Sega lanza la System 16, una placa de arcade incluyendo el potente microprocesador Yamaha YM2151 para síntesis FM, con un chip opcional de NEC para sonido muestreado. La placas de otras compañías (Namco, Capcom, Konami) seguirían este diseño utilizando también alguna configuración con el Yamaha YM2151.
- 1986: Game Music Organization sucede a Yen, siendo la primera discográfica importante en publicar solo música de videojuegos.
- 1989: Game Music Organization quiebra y Scitron le sucede. Scitron pertenecía a Pony Canyon y no mantuvo el control sobre todas las compañías de Game Music Organization: Falcom, Konami y muchos pequeños desarrolladores firmaron con King Records, y Namco usó a Victor cada vez más. La industria de la música de videojuegos, concentrada hasta entonces en Game Music Organization, empezó a esparcirse. DATAM, el sello de Polystar para música de videojuegos, se funda en este momento. KOEI creó la primera filial de grabación de música de videojuegos.
- 1990: Se lanza la SNES, incluyendo un sistema de sonido con un DSP más avanzado que la mayoría de los de las demás consolas domésticas y los arcades (música pregrabada aparte).
- 1993: Se lanza Mortal Kombat II, con el sistema DCS, que proporcionaba la música y efectos sonoros de mayor calidad del momento.
- 1997: Se lanza para PlayStation The Lost World: Jurassic Park, incluyendo la primera banda sonora totalmente orquestada para un videojuego. El primer juego de Sakura Wars incluyó algún sonido orquestado antes, y el juego Heart of Darkness fue desarrollado antes pero no se publicó hasta más tarde.
- 1998: Konami lanza para Arcade y para Playstation Dance Dance Revolution, siendo uno de los primeros videojuegos en tener música con licencia.
- 2001: El experto compositor de música cinematográfica Harry Gregson-Williams es contratado para componer la banda sonora de Metal Gear Solid 2: Sons of Liberty.
- 2002: Los "EA Trax" aparecen en videojuegos de EA Sports por primera vez.
- 2005: Harmonix Music Systems lanza Guitar Hero, un juego de música muy reconocido. Guitar Hero hizo a los juegos de música muy populares.
- 2020: Harmonix Music Systems lanza Fuser, un videojuego famoso que permitía al jugador mezclar diferentes temas famosos.

## Géneros musicales relacionados
- Música docta
- Música electrónica
- Música cinematográfica
- Banda sonora original
- J-Pop
- Chiptunes

- Datos: Q1062702
- Multimedia: Video game music / Q1062702